# Палкинские каменные палатки
Палкинские каменные палатки (Каменная Чаша) — гранитные скалы-останцы на Среднем Урале, в Свердловской области, Россия. Скалы расположены в пригороде Екатеринбурга, к западу от него, возле посёлка Палкино. Популярное место отдыха местных жителей.

## Описание
Скалы венчают гребень горы-увала, их высота достигает 15 м, они вытянуты с северо-востока на юго-запад. Из-за деревьев, растущих на склонах, обзора на окрестности почти нет. Скалы напоминают гребни, стоящие под углом вверх. Сложены гранодиоритовыми глыбами, поэтому внешне они отличаются от гранитных каменных палаток. Самая большая скала названа Каменной Чашей из-за находящейся на вершине небольшой выдолбленной жертвенной чаши. Эту скалу делит надвое довольно интересная расщелина прямоугольной формы. Её ширина примерно 1 метр. Это излюбленное место для фотосессий среди туристов.
На скале много написанных краской и выбитых в камне надписей. Некоторые из них довольно старые. Самый большой «петроглиф» – изображение черепа с костями.
Лес на склонах горы смешанный берёзово-сосновый. В 2015 году сильным ветром на горе было вырвано с корнями много деревьев. В 1985 году учёными В. Н. Зуевой и П. Л. Горчаковским здесь обнаружено очень редкое растение – Астрагал клеровский, занесённый в Красную книгу.
У подножия горы с одной стороны проходит железная дорога, соединяющая город Екатеринбург с пгт. Дружинино, Красноуфимском и Казанью, а с другой – автомобильная дорога из Палкино в сторону Северки.
На скале Каменной Чаше стоит геодезическая вышка и встречается несколько небольших скал. Пройдя мимо скал, можно выйти на берег реки Решётка, где будет удобно отдохнуть и посмотреть гряду гранитных валунов – так называемые «Блины». Их протяжённость около 10 м.